# Collorec
Collorec é uma comuna francesa na região administrativa da Bretanha, no departamento Finisterra. Estende-se por uma área de 28,83 km². Em 2010 a comuna tinha 616 habitantes (densidade: 21,4 hab./km²).